# 이십칠각형
이십칠각형(二十七角形)은 변이 27개인 다각형이다. 이십칠각형의 내각의 크기의 합은 4500°이고, 정이십칠각형의 한 각의 크기는 166°, 한 외각의 크기는 13°이다.

이십칠각형